# Kabinett Ciolacu I

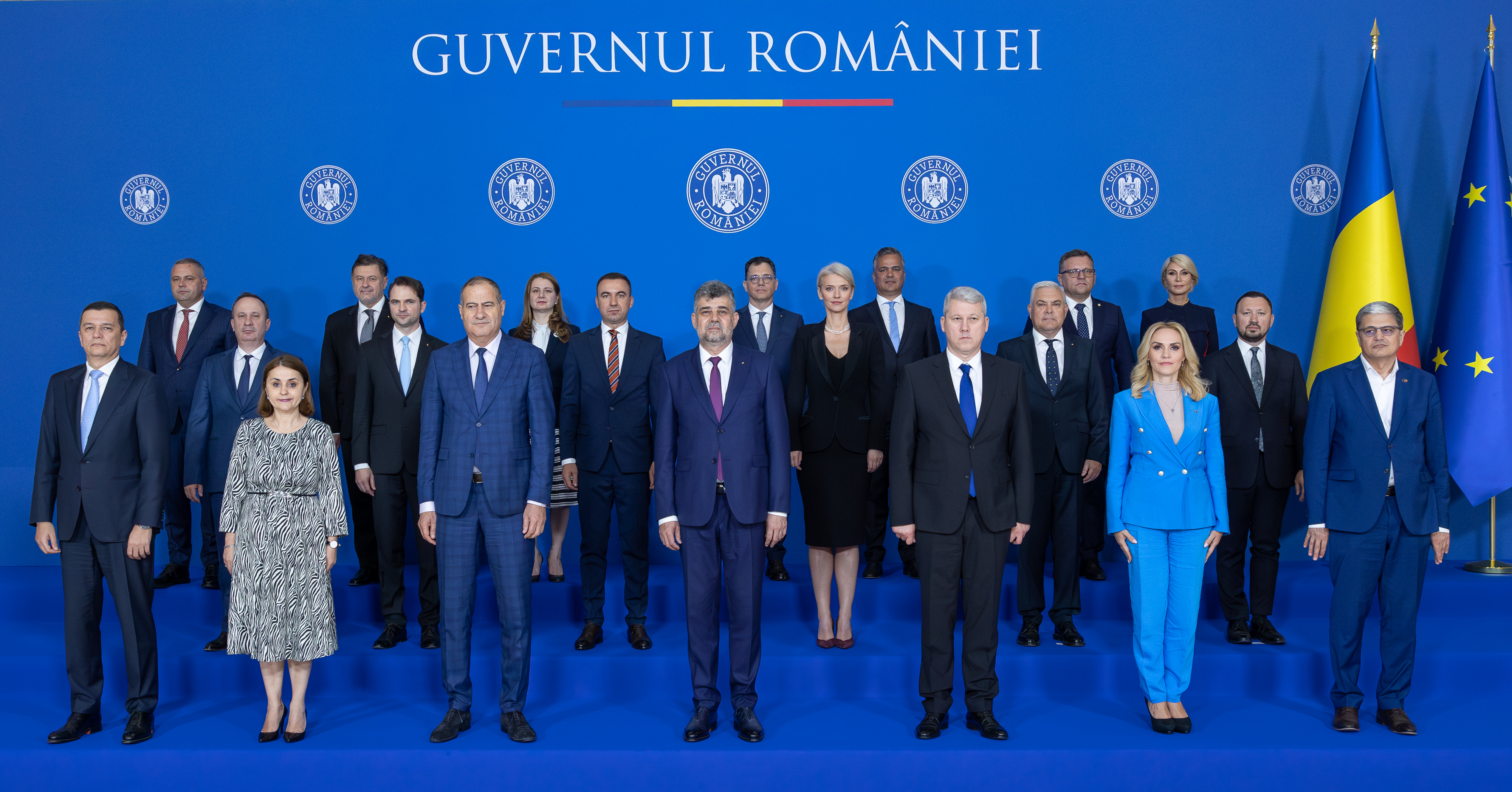
Gruppenbild der Regierung

Das Kabinett Ciolacu I bildete vom 15. Juni 2023 bis zum 23. Dezember 2024 die Regierung von Rumänien. Es löste das Kabinett Ciucă ab und wurde anschließend vom Kabinett Ciolacu II abgelöst.

## Kabinettsmitglieder
| Amt oder Ressort                                 | Amtsinhaber | Amtsinhaber               | Partei    | Amtszeit                        |
| ------------------------------------------------ | ----------- | ------------------------- | --------- | ------------------------------- |
| Premierminister                                  |             | Marcel Ciolacu            | PSD       | seit 15. Juni 2023              |
| stellvertretende Premierminister                 |             | Marian Neacșu             | PSD       | seit 15. Juni 2023              |
| stellvertretende Premierminister                 |             | Cătălin Predoiu           | PNL       | seit 15. Juni 2023              |
| Generalsekretär der Regierung                    |             | Mircea Aburdean           | PNL       | seit 15. Juni 2023              |
| Minister                                         |             |                           |           |                                 |
| Inneres                                          |             | Cătălin Predoiu           | PNL       | seit 15. Juni 2023              |
| Auswärtiges                                      |             | Luminița-Teodora Odobescu | parteilos | seit 15. Juni 2023              |
| Verkehr und Infrastruktur                        |             | Sorin Grindeanu           | PSD       | seit 15. Juni 2023              |
| Landwirtschaft und ländliche Entwicklung         |             | Florin Barbu              | PSD       | seit 15. Juni 2023              |
| Nationale Verteidigung                           |             | Angel Tîlvăr              | PSD       | seit 15. Juni 2023              |
| Forschung, Innovation und Digitalisierung        |             | Bogdan-Gruia Ivan         | PSD       | seit 15. Juni 2023              |
| Kultur                                           |             | Raluca Turcan             | PNL       | seit 15. Juni 2023              |
| Entwicklung, öffentliche Arbeiten und Verwaltung |             | Adrian Veștea             | PNL       | seit 15. Juni 2023              |
| Wirtschaft, Unternehmertum und Tourismus         |             | Ștefan-Radu Oprea         | PSD       | seit 15. Juni 2023              |
| Bildung                                          |             | Ligia Deca                | PNL       | seit 15. Juni 2023              |
| Energie                                          |             | Sebastian Burduja         | PNL       | seit 15. Juni 2023              |
| Finanzen                                         |             | Ioan-Marcel Boloș         | PSD       | seit 15. Juni 2023              |
| Europäische Investitionen und Projekte           |             | Adrian Câciu              | PSD       | seit 15. Juni 2023              |
| Justiz                                           |             | Alina Gorghiu             | PNL       | seit 15. Juni 2023              |
| Arbeit und soziale Solidarität                   |             | Marius-Constantin Budăi   | PSD       | 15. Juni 2023 bis 13. Juli 2023 |
| Arbeit und soziale Solidarität                   |             | Simona Bucura-Oprescu     | PSD       | seit 19. Juli 2023              |
| Umwelt, Wasser und Forsten                       |             | Mircea Fechet             | PNL       | seit 15. Juni 2023              |
| Gesundheit                                       |             | Alexandru Rafila          | PSD       | seit 15. Juni 2023              |
| Familie, Jugend und Chancengleichheit            |             | Gabriela Firea            | PSD       | 15. Juni 2023 bis 14. Juli 2023 |
| Familie, Jugend und Chancengleichheit            |             | Natalia-Elena Intotero    | PSD       | seit 19. Juli 2023              |